# Tổ chức chính trị Việt Nam

Đảng Cộng sản Việt Nam là tổ chức chính trị duy nhất ở Việt Nam hiện nay theo Hiến pháp năm 2013

Tổ chức chính trị Việt Nam là những tập hợp người Việt Nam hoạt động trong lĩnh vực chính trị, dù hợp hiến hay vi hiến. Tổ chức chính trị Việt Nam bao gồm những đảng phái, phong trào, hội đoàn... Thông thường, có các đảng phái nhưng cũng có những tổ chức chính trị không phải đảng phái, chỉ mang tính chất phong trào.

## Tổng quát
Danh sách tổng hợp tất cả đảng phái, giáo phái và nhóm vũ trang trong lịch sử Việt Nam từ 1887 đến nay.

## Liên bang Đông Dương thời Pháp thuộc và Nhật thuộc (1887 - 1954)
Đây là thời kỳ văn hóa chính trị mang màu sắc Tây Âu tràn vào Việt Nam, các tổ chức chính trị mọc lên nhanh, có nhiều cá nhân xuất sắc và chủ thuyết gây sức ảnh hưởng lớn (như chủ nghĩa dân tộc sinh tồn của Trương Tử Anh, chủ nghĩa duy dân của Lý Đông A...). Tổ chức chính trị lúc này bao gồm các lực lượng của người Việt Nam và người Pháp.

## Việt Nam Dân chủ Cộng hòa (1945 - 1976)
Danh sách này bao gồm các tổ chức chính trị và đảng phái được thành lập sau khi Việt Nam Dân chủ Cộng hòa ra đời. Trong đó Đảng Cộng sản Đông Dương và Việt Minh đóng vai trò chủ chốt. Ngoài ra còn có Đảng Dân chủ Việt Nam, Đảng Xã hội Việt Nam và phong trào Thanh niên Tiền phong tham gia Việt Minh và ủng hộ Việt Nam Dân chủ Cộng hòa. Danh sách này cũng bao gồm các tổ chức đối lập với Đảng Cộng sản và Việt Minh được thành lập trong giai đoạn này. Tuy nhiên danh sách không bao gồm các đảng phái hoặc tổ chức chính trị được Pháp và Quốc gia Việt Nam hậu thuẫn thành lập trong vùng họ chiếm đóng.

## Việt Nam Cộng hòa (1955 - 1975)
Do hiện tình đất nước phân đôi, trong khi miền Bắc chỉ tồn tại ba đảng phái và mọi nhu cầu chính trị đều phục vụ Đảng Lao động thì tại miền Nam, các tổ chức chính trị xuất hiện như nấm sau mưa, gây nên làn sóng dân chủ - công khai trong sinh hoạt cộng đồng.

## Cộng hòa Xã hội chủ nghĩa Việt Nam và hải ngoại (1976 đến nay)
Sau ngày thống nhất Tổ quốc, hầu hết các tổ chức chính trị tại miền Nam phải giải tán (do bị bắt buộc, được vận động, hoặc thức thời nên tự chấm dứt hoạt động) chỉ một số hội đoàn tôn giáo được giữ lại nhưng phải chuyển đổi thành tổ chức xã hội thuần túy. Đảng Cộng sản Việt Nam là tổ chức chính trị duy nhất và giữ vai trò lãnh đạo ở Việt Nam từ sau 1976 đến nay theo quy định của các bản Hiến pháp Việt Nam (với vai trò là đảng cầm quyền hay đảng lãnh đạo).
Bối cảnh chính trị Việt Nam dần dần phụ trợ vai trò độc tôn của Đảng Cộng sản. Chỉ những tổ chức do Đảng Cộng sản đứng ra thành lập hoặc cấp phép hoạt động mới được coi là hợp pháp, còn lại những tổ chức không được cấp phép thì bị xem là bất hợp pháp, hoặc nặng nề hơn là phản động. Hầu hết các tổ chức như thế chỉ sinh tồn tại hải ngoại. Với xấp xỉ 4 triệu Đảng viên, hiện nay Đảng Cộng sản vẫn giữ thế thượng phong là chính đảng lớn nhất và duy nhất ở Việt Nam.